# 黑帶大鮈鱥
黑帶大鮈鱥（學名：Macrhybopsis marconis），為輻鰭魚綱鯉形目雅羅魚科的其中一種，分布於北美洲美国国旗德克薩斯州的科羅拉多河、瓜達盧佩河和聖安東尼奧河流域，體長可達7.3公分，棲息在沙石底質的溪流底中層水域，生活習性不明。